# 毛利新田

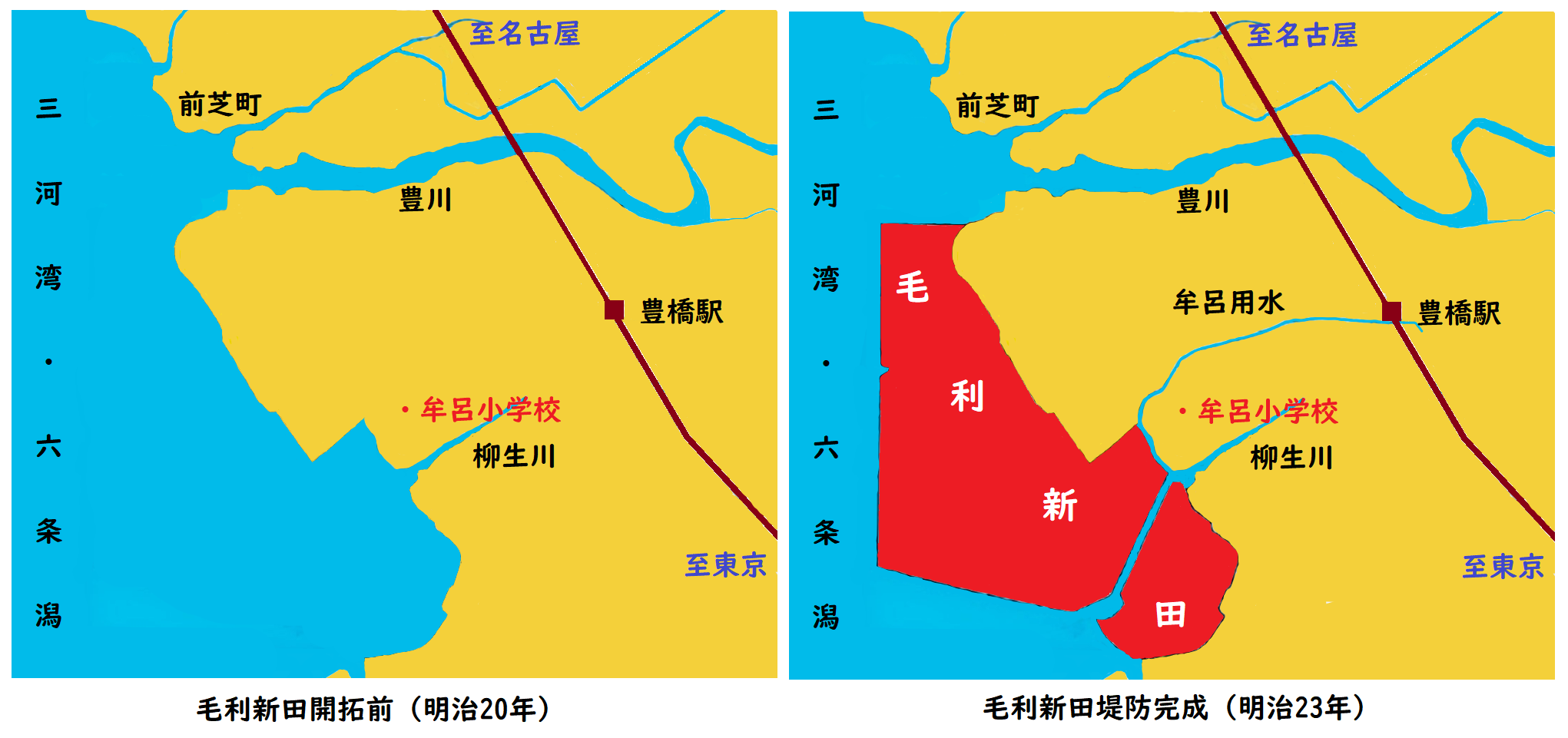
毛利新田の開発前後の比較地図

毛利新田（もうりしんでん）は、明治時代に三河国渥美郡牟呂・磯邊・大崎の3か村にまたがる海岸の地先の洲（現在の愛知県豊橋市神野新田町）を干拓した新田である。
現存する神野新田（じんのしんでん）の前身にあたる。堤防の形と位置は神野新田が引き継いだため、毛利新田は現在の神野新田と同じ形状、面積であった。

## 地理的背景
豊橋市を流れる豊川（とよがわ）を中心にした河口は、三河湾に広がる六条潟（ろくじょうがた）と言い、川からの土砂が冬季の西風による打ち寄せる波で海岸に洲ができた遠浅の海である。そのため、江戸時代初期から干拓事業が盛んで江戸時代末期までに合計25の新田が作られた。干拓は豊川にできた洲、および三河湾沿岸の洲を西へ西へと広げてきたが、冬季の強烈な西風による波浪で堤防が破壊されるため、明治以降は海岸の西に延びる広大な洲がありながら、新田開拓はあきらめられていた。しかし、強固な堤防で囲えば江戸時代に作られた25の新田の総面積に匹敵する、1千町歩（1,000ha）を超える広大な新田が確保できることを愛知県庁は認識していた。

### 江戸時代に開発された新田
江戸時代に開発された25の新田（50音順で括弧内は完成年）
- 青木新田（1693年）
- 青竹新田（1770年）
- 梅村新田（1704年）
- 老松新田（不明）
- 茅野新田（1697年）
- 茅場新田（不明）
- 加藤新田（1696年）
- 清須新田（1663年）
- 下野新田（1703年）
- 中富士見新田（1821年）
- 中村新田（1707年）
- 西浦新田（不明）
- 西富士見新田（1821年）
- 高須新田（1665年）
- 津野新田（不明）
- 土倉新田（1665年）
- 富田新田（不明）
- 浜新田（不明）
- 東富士見新田（1821年）
- 藤井新田（1704年）
- 牧新田（1698年）
- 松島新田（1667年）
- 元屋敷新田（不明）
- 薮下新田（1667年）
- 山内新田（1731年）

## 時代的背景
旧長州藩士が金禄公債を元にし、1878年（明治11年）に第百十国立銀行（後の山口銀行）を創立。初代頭取には毛利祥久の養父にあたる毛利親信（右田毛利家12代当主。養子で姉と結婚）が就任した。 
1880年（明治13年）ころ、山口県人で愛知県庁土木課の岩本賞壽が、牟呂の海岸沖の寄り洲が干拓に適していることを発見した。
1885年（明治18年）、親信が亡くなって祥久が家督を相続。第百十国立銀行の取締役に就任したが、銀行は融資先が無く困っていた。同年、山口県人の勝間田稔が愛知県令（後に知事と改称される）に赴任。岩本は、同県人で先輩である勝間田に牟呂海岸沖の寄り洲の事を報告した。勝間田は長州藩の元家老家が取締役をしている第百十国立銀行が融資先に困っているので、明治19年（1886年）に愛知県庁も全面支援するとの条件で、牟呂海岸沖の新田開拓を勧めた。
1887年（明治20年）、毛利は第百十国立銀行の資金をもって新田開拓を決意したが、大工事のため愛知県庁から監督を出してもらうよう願い出た。その頃、八名郡（現・新城市）の一鍬田から豊川の水を取り入れるために、日照りで困っていた賀茂、金沢、八名井の3か村が用水工事を開始したが、資金不足で補助を愛知県庁に願い出ていた。勝間田県令は新田に必須の水を賀茂、金沢、八名井用の用水を新田まで延長するのが都合が良いと毛利に勧め、毛利にとっても渡りに船と新田工事に先立ち、毛利は1887年（明治20年）に用水工事を開始した。
1888年（明治21年）、愛知県庁は毛利祥久の願いを聞き入れ、新田工事は県庁工事に準ずる扱いとされ、監督も県庁から派遣することとし、同年に県庁主体で起工式を行った。数回の天災を克服しつつ、1890年（明治23年）には堤防が完成し、工事の山場がクリアできたため、愛知県庁は工事から手を引き、工事全権を毛利に返還した。新田は正式名は吉田新田、通称「毛利新田」であった。
しかし、完成翌年の1891年（明治24年）、濃尾地震で新田の堤防が破損。復旧は果たしたものの、更に翌年の1892年（明治25年）に地震で傷んでいた堤防が暴風雨による波浪で壊滅し、毛利新田は元の海原に戻った。この時、住民を含む多くの死者も出るなど壊滅的被害となり、復旧のめどが立てられず、 毛利祥久は新田開拓を断念し、第百十国立銀行は毛利新田の工事費40万円の損失を出し、毛利新田を売りに出した。
後に、1893年（明治26年）、毛利新田に関する全権利を神野金之助が購入し、再開拓することになる。

## 新田の基本設計
1821年（文政4年）、福島献吉が、吉田藩（現在の豊橋市）の命により毛利新田となる位置の北東部に東・中・西富士見新田を干拓したが、波浪により破堤。現在は復旧され東明治新田と西明治新田と富久縞新田となっている。
1833年（天保4年）、江戸幕府により、渥美半島の付け根の北にある大津島を中心とした大新田を開拓するうわさが立ち、吉田藩主の松平信順が対抗のため福島献吉に新田開拓の吉田藩案の測量を命じた。福島献吉はその年の4月から12月にかけて、富士見新田の外廊の干拓と松原用水を参考にした灌漑用水路の測量を行ったが、その内容は後の毛利新田と牟呂用水と規模も形状も同じであった。しかし、大新田の開拓計画は実行されることなく、翌天保5年には幕府は計画を中止し、吉田藩の計画も立ち切えとなった。
福島献吉の測量は、岩本らにより毛利新田と灌漑用水の設計に取り入れられた。また、毛利新田は多くの天災により開拓をあきらめたが、その基本設計は神野新田でそのまま引き継がれた。

## 新田開拓の年表
- 1878年（明治11年）11月25日 - 第百十国立銀行（後の山口銀行）が資本金60万円で設立、初代頭取は毛利祥久の養父親信（藤内）が就任[8]。
- 1880年（明治13年） - 山口県人で愛知県庁土木課の岩本が牟呂海岸沖に開拓に適した広大な洲を確認[3]。
- 1885年（明治18年） 
  - 毛利親信没。毛利祥久が家督を相続し、第百十国立銀行の取締役に就任[3]。
  - 1月 - 山口県人の勝間田稔が愛知県令として赴任、岩本が牟呂海岸沖の洲を報告[3]。
- 1886年（明治19年）
  - 勝間田は毛利祥久に県の全面的支援を約束し、銀行の融資案件として牟呂海岸沖の新田開拓を勧めた[3]。
  - 三河国八名郡加茂、金澤、八名井の3ヶ村は日照対策のため、同郡の一鍬田村から豊川の水を引く用水路工事に着手したが、工事費用が不足し、愛知県庁に補助金を陳情した[3]。
- 1887年（明治20年）
  - 10月 - 毛利祥久が「海面築立開墾願」と「目論見書」を勝間田知事に提出。12月に許可される[1]。
  - 11月 - 毛利祥久が第百十国立銀行の支配人草刈隆一名義で新田開発事業を決定[9]。
  - 勝間田は、新田用の水を加茂、金澤、八名井の3ヶ村の用水路を新田まで延長する案を祥久に勧め、祥久は11月に出願、同月に許可、直ちに工事に着手した[3]。
- 1888年（明治21年）
  - 新田用水路（後の牟呂用水）により豊川の水量が減り差し障りが出ると船頭や荷問屋が用水路を許可した勝間田知事を訴えたが、和解金や各種取り決めをして解決した[3]。
  - 大工事であるため、毛利祥久は愛知県に監督を請願。これが許可され、県直轄工事扱いとなった[3]。
  - 4月15日 - 愛知県庁は毛利氏よりの願いにより築堤起工式を挙げた[3]。
- 1889年（明治22年）
  - 7月5日 - 3ヶ所の澪留工事を実施するも大波により2ヶ所が破壊[3]。
  - 7月7日 - 2次澪留工事が完了[3]。
  - 9月14日 - 未曾有の大津波が発生。近隣諸国の新田もことごとく堤防が破壊される。毛利新田も激しく押寄せる波で全て破損。開墾事務所やその他の建造物も全て流滅、作業者数十名が亡くなった[3]。
  - 11月 - 3次澪留工事が完了するも、西風の季節風が厳しく工事が進まない[3]。また、11月26日には季節風による大きな波浪で澪のいくつかが破損[3]。
  - 12月 - 4次澪留工事が完了[3]。
- 1890年（明治23年）
  - 3月3日 - 主要工事が一段落したため愛知県の監督を解く、後任は毛利配下の桑原へ[3]。
  - 5月 - 数回の天災を克服して堤防が完成[3]。
  - 7月5日 - 民有地さげ渡しの許可が出る[3]。
- 1891年（明治24年）
  - 10月28日 - 濃尾地震が発生。毛利新田の堤防が破損[3]。
- 1892年（明治25年）
  - 9月4日 - 暴風雨の波浪により、前年の地震で傷んでいた堤防が壊滅し浸水。多大な被害が発生すると共に死者多数。復旧の目途が立たず新田開発を断念[3]。開墾事業の40万円が損失となった第百十国立銀行の救済は井上馨が取りまとめた[10]。

- 1893年（明治26年） - 毛利新田に係わる全権利を神野金之助に41,000円で譲渡[3]。